# Pierre d'Ailly
Pierre d'Ailly, Pedro de Ailly, (Compiègne, 1350 — Avinhão, 9 de Agosto de 1420) foi um prelado, um teólogo e cardeal francês.

## Vida
Pedro de Ailly estudou até sua promoção como doutor em teologia em 1381 no de Collège Navarre em Paris, foi no mesmo ano cônego em Noyon e de 1384 a 1389 grão-mestre em Paris quando ele e John Gerson ensinaram. Em 1389 ele foi o confessor de Carlos VI, 1389-1395 Chanceler da Sorbonne. Em 1395 tornou-se bispo de Le Puy-en-Velay e em 1397 de Cambrai. Na polêmica do Grande Cisma, ele defendeu o antipapa de Avignon - Bento XIII, mas pediu a renúncia de ambos os papas. No Concílio de Constança (1414-1418), ele apoiou Johannes Gerson. A iniciativa dos dois teólogos contribuiu para acabar com o cisma após o concílio.
Em 7 de junho de 1415, também no conselho, ele participou do interrogatório de Jan Hus. Visto que Hus representava o realismo na disputa dos problema dos universais, Ailly deduziu disso que Hus também deve ter negado a transubstanciação e deve ter ensinado a consubstanciação. Hus negou isso, mas foi queimado como herege com base nessa conclusão e em numerosos testemunhos. Nos anos que se seguiram, isso levou a uma redução do realismo e a um aumento do nominalismo nas universidades.
Em 1418, Peter von Ailly retirou-se para Avignon e escreveu principalmente obras místicas e ascéticas.
Suas obras são moldadas pelo espírito do nominalismo e especialmente influenciadas por Guilherme de Ockham, Henrique de Langenstein, Johannes Gerson e Roger Bacon. Seu livro astronômico e geográfico Imago mundi (1410), que é compilado de vários escritos antigos e medievais, foi uma das fontes de Cristóvão Colombo para sua ideia de procurar uma rota marítima para a Índia através do Atlântico.

## Trabalhos e traduções
Lectura ad formandos libellos, Manuscript. Biblioteca da Catedral de Toledo.
- Quaestiones super libros Sententiarum (1376–1377), reimpressão anastática da edição de 1490: Frankfurt-am-Mein: Minerva, 1968.
- Petrus de Alliaco Questiones super primum, tertium et quartum librum Sententiarum. I: Principia et questio circa Prologum, cura et studio Monica Brinzei, Turnhout: Brepols, 2013.
- Ymago Mundi de Pierre d'Ailly, Edmond Burton (ed.), Paris: Maisonneuve Frères, 1930, 3 vols., Vol. 1 online aqui.
- De concordia astronomice veritatis et narrationis historice (1414).
- Tractatus de concordantia theologie et astronomie (1414).
- Destructiones modorum significandi, L. Kaczmarek (ed.), Amsterdam: GB Grüner, 1994.
- Tractatus de anima, O. Pluta (ed.), Em Die philosophische Psychologie des Peter von Ailly, Amsterdam: GB Grüner, 1987.
- Tractatus super De consolatione philosophiae, M. Chappuis (ed.), Amsterdam: GB Grüner, 1988.
- Conceptus et insolubilia Paris, c.  1495.
- Concepts and Insolubles: An Annotated Translation, Paul Vincent Spade (ed.), Dordrecht: Reidel, 1980.
- Destructions modorum significandi. Conceptus et insolubilia, Lyons c.  1490–1495.
- Tractatus exponibilium, Paris 1494.